# Ted Leonard
Ted Leonard (Arcadia, 22 settembre 1971) è un cantante e chitarrista statunitense noto per la sua militanza nei gruppi progressive metal Enchant e Spock's Beard.

## Carriera
Le influenze di Leonard includono Paul Rodgers, King's X, Jellyfish, Kansas, Yes, Rush, Tears for Fears, Neal Morse, Steve Perry e Queensrÿche.

## Discografia

### Album solisti
- 2007 – Way Home

### Con gli Spock's Beard
- 2013 – Brief Nocturnes and Dreamless Sleep
- 2015 – The Oblivion Particle
- 2018 – Noise Floor

### Con Gli Enchant
- 1993 – A Blueprint of the World
- 1996 – Wounded
- 1997 – Time Lost
- 1998 – Break
- 2000 – Juggling 9 or Dropping 10
- 2002 – Blink of an Eye
- 2003 – Tug of War
- 2014 – The Great Divide

### Con i Pattern-Seeking Animals
- Pattern-Seeking Animals (2019)
- Prehensile Tales (2020)
- Only Passing Through (2022)

### Con i Tough Chamber
- 2007 - Angular Perceptions
- 2013 - Psykerion